# Elisabeth Andreasson (musikalbum)
Elisabeth Andreasson är ett studioalbum från 1985 av den svensk-norska sångaren Elisabeth Andreassen. Albumet spelades in i två olika omgångar, där olika musiker medverkade. Låtarna "Stanna" och "Ängel i natt (The Power of Love)" producerades av Lennart Sjöholm, övriga nio av Leif Larson, med Radu Wouk som medproducent. Albumsläppet var planerat till försommaren 1985, men med Bobbysocks framgångar sköts albumsläppet upp till senare under 1985, till den kommande hösten. När Bert Karlsson ville ha med Bobbysocks "La det swinge" uppstod en kontrovers med Norge, och låten togs inte med.
Albumet innehåller mest nyskrivet material, där hon jobbat med låtskrivare som Leif Larson, Lasse Holm, Vicki Benckert och Egil Eldøen. Hon har skrivit text på tre låtar. Största hitlåt blev "Ängel i natt (The Power of Love)", där hon skrev texten på svenska. Övriga hitlåtar var "Tissel tassel", "Vi passerar gå", "Du bryr dig inte om" (med text av hennes själv) och "Lätta vingar". Under vintern 1985/1986 reste hon runt i Sverige och Norge och framförde flera låtar, bland andra "Ängel i natt (The Power of Love)", "Tissel tassel" och "Vi passerar gå".
På albumomslagets insida finns hennes egna teckningar och handskrivna texter till samtliga låtar. Precis som på föregående soloalbum, "I'm a Woman" sjunger hon här duett med sin bror Jan, medan hennes dåvarande pojkvän Peter Milefors spelar trummor på de flesta låtarna (utom "Stanna" och "Ängel i natt").

## Låtlista

### Sida A
1. "Stanna" (Lasse Holm)
2. "Ängel i natt" ("The Power of Love") (Mary Susan Applegate/Jennifer Rush/Candy DeRouge/Gunther Mende/Elisabeth Andreassen)
3. "Lätta vingar" (David Lodge/Inger Ekström)
4. "Kom hem igen" (Leif Larson)
5. "Some Boys" (Leif Larson)
6. "Det kan aldrig bli du" (Tom Petty/Elisabeth Andreassen)

### Sida B
1. "Tissel Tassel" (Leif Larson)
2. "We'll Make It" (duett med Jan Andreasson) (Egil Eldøen)
3. "Du bryr dig inte om" (Jimmy Webb/Elisabeth Andreassen)
4. "Is It Over" (Leif Larson)
5. "Vi passerar Gå" (Vicki Benckert/Leif Larson)

## Medverkande

### Musiker
- Elisabeth Andreasson – sång, körsång
- Lasse Wellander – gitarr
- Chino Mariano – gitarr
- Leif Larson – basgitarr, keyboard
- Rutger Gunnarsson - basgitarr
- Caj Högberg – basgitarr
- Peter Ljung – keyboard
- Per Lindvall – trummor
- Peter Milefors – trummor
- Vicki Benckert – körsång, arrangement
- Mia Lindgren – körsång
- Urban Agnas – trumpet, blåsearrangement
- Leif Lindvall – trumpet
- Johan Stengård – saxofon
- Nils Landgren – trombon

### Produktion
- Lennart Sjöholm – musikproducent, arrangement
- Leif Larson – producent, arrangement, ljudmix
- Radu Wouk – producent, ljudmix
- Conny Ebegård – ljudtekniker
- Christer Lundin – foto